# Antártida Occidental
|  |

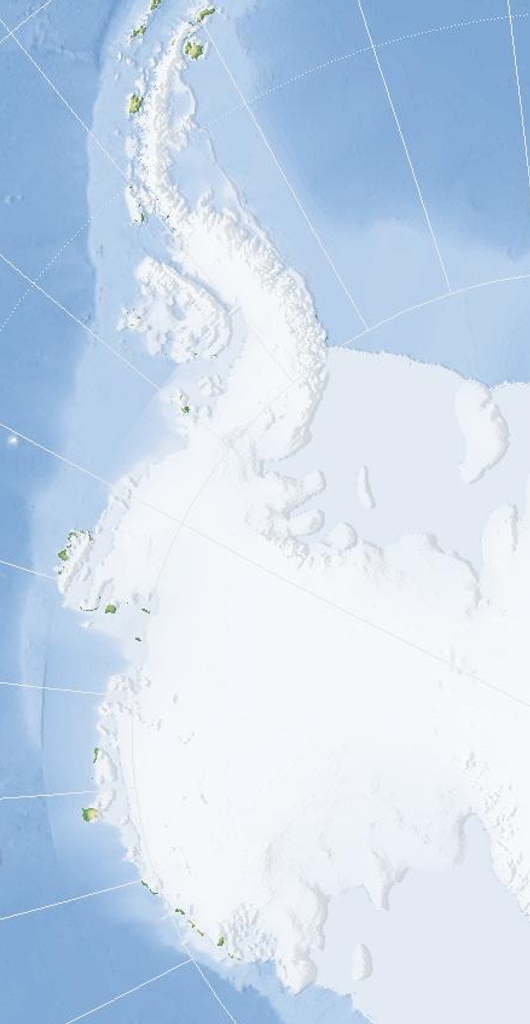
Mapa de la Antártida Occidental.

La Antártida Occidental o Antártida Menor (79°S 100°O / -79, -100) es una de las dos grandes regiones en que se divide la Antártida. Comprende 4 millones de km², lo que significa un tercio del continente. Esta rodeada por el océano Antártico, correspondiendo a la masa continental, islas y barreras de hielo que enfrentan al océano Pacífico y en menor medida al océano Atlántico. Los otros dos tercios del continente corresponden a la Antártida Oriental, de la que está separada por las montañas Transantárticas y por las plataformas de hielo que cubren los mares de Weddell y de Ross. Semeja una gigantesca península que se estrecha desde el polo sur hacia el extremo meridional de América del Sur. Está protegida por el Tratado Antártico.

## Toponimia
Toda la Antártida Occidental se encuentra dentro del hemisferio Occidental (excepto un sector menor de la barrera de hielo Ross), un hecho que ha sugerido el nombre de Antártida Occidental. A veces también se utiliza el nombre Antártida Occidental para referirse sólo al área del continente que se encuentra dentro de ese hemisferio.
El nombre ha existido desde hace más de un siglo, ya que lo usó el escritor estadounidense Edwin Swift Balch en 1902 y Otto Nordenskjöld en 1905, pero su uso generalizado comenzó con el Año Geofísico Internacional (1957-1958) ya que las exploraciones habían revelado que las montañas Transantárticas constituyen una útil separación para dividir la Antártida en dos regiones. El Comité Consultivo sobre Nomenclatura Antártica (US-ACAN) de Estados Unidos aprobó el nombre en idioma inglés West Antarctica el 1 de enero de 1962. El 13 de mayo de 1991 el Comité de Topónimos Antárticos del Reino Unido (UK-APC) aprobó los nombres West Antarctica y Lesser Antarctica.

## Geografía
Comprende básicamente la Tierra de Marie Byrd, la Tierra de Ellsworth, la península Antártica y las barreras de hielo Filchner-Ronne y Ross con todas las islas contenidas en ellas. 
La Antártida Occidental está mayormente cubierta por una masiva capa de hielo referida como capa de hielo de la Antártida occidental, que forma parte del casquete polar continental conocido como Indlandsis de la Antártida. Esta capa de hielo está dando muestras de retroceso glaciar. La Antártida Occidental tiene un relieve muy accidentado con costas irregulares repletas de fiordos y otros accidentes costeros. El relieve montañoso está constituido por rocas sedimentarias plegadas de la eras Mesozoica y Cenozoica. Esta parte de la Antártida posee islas que son una prolongación de la cordillera de los Andes (cordillera Antartandes). En la Antártida Occidental, bajo la corriente de hielo Ferrigno en la zona de las tierras altas subglaciales Ellsworth, se ubica el que quizás sea el cañón más gigantesco de la superficie terrestre con profundidades de 1500 m a 3000 m, una longitud de aproximadamente 300 km y una anchura de 25 km. Tal cañón se debería principalmente a la erosión y parece ser una de las causas principales (junto al calentamiento global) de la gran pérdida de hielos que está ocurriendo en gran parte de la Antártida Occidental.
La Antártida Occidental tiene una estructura geológicamente diferente del resto del continente. Sus cadenas montañosas alcanzan en el monte Jackson 3184 m s. n. m. El punto más alto, sin embargo, es el monte Vinson del macizo Vinson a 4897 m s. n. m. En grandes partes de la Antártida Occidental la capa de hielo descansa en el continente, que se encuentra debajo del nivel del mar, o flota como plataforma de hielo, hasta donde se le asigna al área de la Antártida Occidental. Si se derritiera el hielo de la Antártida Occidental, solo unas pocas islas y el área de transición a la Antártida Oriental permanecerían como áreas terrestres.

## Clima
Debido a la forma geográfica de la Antártida Occidental, el clima está más influenciado por el mar. Debido al efecto de equilibrio del mar, las temperaturas no son tan bajas como en el resto del continente. En la península Antártica las temperaturas de verano a veces incluso pueden llegar a 0 a 3 °C, por lo que en algunos lugares protegidos a veces el hielo se derrite y la roca desnuda sale a la luz.